# Sistema Nacional de las Cualificaciones y Formación Profesional
El Sistema Nacional de Cualificaciones Profesionales es definido en la Ley Orgánica 5/2002, de 19 de junio, de las Cualificaciones y de la Formación Profesional como el conjunto de instrumentos y acciones necesarios para promover y desarrollar la integración de las ofertas de la formación profesional, a través del Catálogo Nacional de Cualificaciones Profesionales, así como la evaluación y acreditación de las correspondientes competencias profesionales, de forma que se favorezca el desarrollo profesional y social de las personas y se cubran las necesidades del sistema productivo.

## Principios Básicos
El Sistema Nacional de Cualificaciones y Formación Profesional se rige por los siguientes principios básicos:
1. La formación profesional estará orientada tanto al desarrollo personal y al ejercicio del derecho al trabajo como a la libre elección de profesión u oficio y a la satisfacción de las necesidades del sistema productivo y del empleo a lo largo de toda la vida.
2. El acceso, en condiciones de igualdad de todos los ciudadanos, a las diferentes modalidades de la formación profesional.
3. La participación y cooperación de los agentes sociales con los poderes públicos en las políticas formativas y de cualificación profesional.
4. La adecuación de la formación y las cualificaciones a los criterios de la Unión Europea, en función de los objetivos del mercado único y la libre circulación de trabajadores.
5. La participación y cooperación de las diferentes Administraciones públicas en función de sus respectivas competencias.
6. La promoción del desarrollo económico y la adecuación a las diferentes necesidades territoriales del sistema productivo.

## Fines
Sus fines son
1. Capacitar para el ejercicio de actividades profesionales, de modo que se puedan satisfacer tanto las necesidades individuales como las de los sistemas productivos y del empleo.
2. Promover una oferta formativa de calidad, actualizada y adecuada a los distintos destinatarios, de acuerdo con las necesidades de cualificación del mercado laboral y las expectativas personales de promoción profesional.
3. Proporcionar a los interesados información y orientación adecuadas en materia de formación profesional y cualificaciones para el empleo.
4. Incorporar a la oferta formativa aquellas acciones de formación que capaciten para el desempeño de actividades empresariales y por cuenta propia, así como para el fomento de las iniciativas empresariales y del espíritu emprendedor que contemplará todas las formas de constitución y organización de las empresas ya sean estas individuales o colectivas y en especial las de la economía social.
5. Evaluar y acreditar oficialmente la cualificación profesional cualquiera que hubiera sido la forma de su adquisición.
6. Favorecer la inversión pública y privada en la cualificación de los trabajadores y la optimización de los recursos dedicados a la formación profesional.

## Instrumentos y acciones
El Sistema Nacional de Cualificaciones y Formación Profesional está formado por los siguientes instrumentos y acciones:
1. El Catálogo Nacional de Cualificaciones Profesionales, que ordenará las identificadas en el sistema productivo en función de las competencias apropiadas para el ejercicio profesional que sean susceptibles de reconocimiento y acreditación.
2. Un procedimiento de reconocimiento, evaluación, acreditación y registro de las cualificaciones profesionales.
3. La información y orientación en materia de formación profesional y empleo.
4. La evaluación y mejora de la calidad del Sistema Nacional de Cualificaciones y Formación Profesional que proporcione la oportuna información sobre el funcionamiento de este y sobre su adecuación a las necesidades formativas individuales y a las del sistema productivo.